# Мохини-аттам
Мохини Аттам (мохини-аттам, Мохиниаттам, Mohiniyattam, Mohini Аttam) (малаял. മോഹിനിയാട്ടം) — «танец очаровывания». Мохини Аттам так же, как и Катхак, Одисси, Манипури, Кучипуди, Бхаратанатьям, Катхакали, относится к стилям индийского классического танца. Мохини Аттам является одним из двух классических танцев Индии, которые развивались и остаются популярными в штате Керала . [1] [2] Другая классическая танцевальная форма из Кералы - Катхакали. Мохини Аттам отличается особой пластикой, мягкостью движений и обворожительностью линий.

## Этимология
Название стиля Мохини Аттам (Мохиниаттам)  происходит от имени  Мо́хини (санскр. मोहिनी, букв. «вводящая в заблуждение») , которая считается одной из аватра  Вишну.
Аттам (малаялам – язык штата Керала) означает ритмичное движение или танец. Мохини Аттам, таким образом, означает «танец волшебницы, танец очаровывания, танец красивой женщины».

## Мифологема
По легендам, Вишну – хранитель мироздания,  принял форму прекрасной Мохини чтобы вернуть девам (богам) украденный асурами (демонами) напиток бессмертия – амриту. Представ перед асурами, Мохини начала исполнять свой танец. Погруженные в соцерцание ее мистического танца, все живые существа впали в транс, приостановилось течение времени. И в этот момент Мохини забрала амриту и исчезла. Очнувшись, демоны не нашли ни Мохини, ни амриты.
Детали историй о  Мохини варьируются в зависимости от Пуран и региона Индии, но она постоянно является волшебным аватаром Всевышнего в вайшнавизме. Являясь хранителем мироздания, Вишну возлежит  в океане первопричины на змее Шешу.
Другая история повествует о том, как Мохини пришла на помощь Господу Шиве, которого преследовал демон Бхасмасура. Этот демон, получив от Шивы дар уничтожить любого, на кого он положит свою руку, пожелал воспользоваться этим даром против самого же Шивы! Но Мохини отвлекла Бхасмасуру от преследования, пообещав ему, что он будет обладать ею, если превзойдёт её в танцевальном поединке. Заставив Бхасмасуру повторять каждое её движение, Мохини в конце концов привела демона к тому, что он положил руку на собственную голову и, тем самым, превратил себя в пепел.

## История

### Мохини Аттам от Натьи до колонизации
Мохини Аттам - классический индийский танец,  относящийся к стилю Кайшики – изящный, описанный  в трактате  «Натья Шастра» . По характеру исполнения, он относится к форме Ласьи – мягкой, женственной форме исполнения.  Мохини Аттам следует структуре и целям танца Lāsyā в  «Натья Шастре».
По мнению Реджинальда Мэсси, история стиля Мохини Аттам не до конца ясна.
Ранние свидетельства о  Мохини Аттам найдены в храмовой скульптуре Кералы. В храме Вишну XI века в Трикодитанаме и в храме Кидангур Субраманья есть несколько скульптур женщин-танцоров в позах  Мохини Аттам.
Существуют  поэмы и пьесы на малаялам, относящиеся к  XII веку, затрагивающие тему Ласьи.  В XVI веке - это «Вявахарамала» , автор   от Намбутири  (Vyavaharamala by Nambootiri ). В тексте есть упоминание о  Мохини Аттам в контексте оплаты, сделанной танцору. В другом тексте XVII века -  Гоша Ятра  упоминает этот термин. В XVIII веке Баларама Бхаратам, исследователь «Натья Шастры» в Керале, упоминает танцевальные стили, в том числе Мохини Натана .
В XVIII и XIX веках искусствам стали покровительствовать правители и княжеские дворы. Огромное влияние на возрождение и развитие стилей классического танца Мохини Аттам и Бхаратанатьям оказал  Свати Тхируналом Рама  Варма. Дальнейшую историю стиля можно разделить на два этапа: колониальный и современный.

### Мохини Аттам в колониальный период
Во время британского правления в  XIX веке все классические танцевальные формы Индии находились в упадке. Это было отчасти результатом распространения викторианской морали сексуальной репрессивности, которая процветала наряду с критикой индуизма, распространяемой англиканскими миссионерами.
Соблазнительные жесты и мимика исполнения храмовых танцев воспринимались как свидетельства традиции блудниц. Англикане яро выступали против, а в  1892 году началось  «движение против танца» или «антинаучное движение». Это движение повлияло на все классические танцы в Индии, включая Мохини Аттам, и способствовало их упадку.
Согласно Жюстину Лемосу, губительный стереотип заключался в том, что к исполнительницам стали относиться  как к  женщинам легкого поведения. Под давлением британского правительства,  Мохини Аттам был запрещен законом. Но анализ исторических данных свидетельствует, что нет  никаких доказательств, что девадаси - исполнительницы  Мохини Аттам  были храмовыми проститутками или даже служащими храма. Тем не менее, добавляет Лемос, есть свидетельства награждения, спонсируемые стипендии и выплаты танцорам Мохини Аттама, а также законы, принятые в период между 1931 и 1938 годами, которые, не называя  напрямую Мохини Аттам, запрещали все формы «непристойного танца или театра», а также запрещали исполнение танца в храмах.
В 1940 году запрет был частично отменен, разрешив «добровольные танцы в храмах». В 1941 году новый закон разъяснил, что добровольный танец разрешен, но танцорам никогда не следует платить. Это привело к протестам, общественным беспорядкам и требованиям исполнителей, включающим формулировки того, что искусство также является формой экономической деятельности и религиозной свободы, и государство или аудитория может оплачивать их труды.

### Мохини Аттам в современный период
Запреты, введенные во время британской колониальной эпохи, способствовали национально-освободительным настроениям и оказали влияние на все танцевальные стили, включая Мохини Аттам. Появились люди, которые сделали целью и трудом своей жизни возрождение стиля.
В 1930-х годах  особую роль сыграл  Великий поэт Mahakavi  Валлатоль  Нараяна  Менон, который содействовал отмене запрета на храмовые танцы в штате Керала, а также основал Школу Искусств  Керала Каламандалам , где были созданы условия для  обучения и практики Мохини Аттам.
Большой вклад в развитие стиля  в XX веке внесли  Мукундраджа, Кришна Паникер, Тханкамони, а также гуру и  первая исполнительницаМохини Аттам, получившая образование в Каламандалам Кальяникутти  (Кальяни Кутти) Амма.  Кальяникутти Амма была также первым преподавателем Керала Каламандалам из числа выпускников этой Школы Искусств. По настоящее время, ее парампара – традиция преемственности –  считается наиболее авторитетной.

### Мохини Аттам в России
За год до своего ухода,  в 1997 году, Кальяникутти Амма благословила первую русскую исполнительницу стиля - Милану Северскую из Санкт-Петербурга (Россия) на арангетрам и на продолжение традиции исполнения и преподавания танца. На сцене петербургского Театра Натьи можно увидеть хореографию Кальяникутти Амма в исполнении Миланы в спектакле, посвященном памяти легендарного педагога и танцовщицы.

## Техника
Мохини Аттам  выделяется в форму Экахарья Абхинайи (Ekaharya Abhinaya) - сольный выразительный танцевальный спектакль. Он включают нритту (nritta) – технический, или чистый танец,  нритью (nritya) – театральную драму, объединяющую как технический аспект танца, так и его повествовательную составляющую.
Танец всегда исполнялся женщинами и является формой Ласьи – мягкого, нежного и грациозного исполнения, передающего всю полноту женского начала.
Особенностью исполнения танца являются медленные, неторопливые движения, плавно перетекающие друг в друга, что и говорит о высоком уровне мастерства исполнительницы.
Мохини Аттам содержит в себе шесть базовых позиций, вращение тела по амплитуде восьмерок, при сохранении статичности бедер. Работа ног мягкая, скользящая и синхронная с музыкальным ритмом и действием. Движение тела иногда описывается в терминах успокаивающих образов природы как раскачивание пальмовых листьев и нежное волнообразное колыхание океана.
Техническую базу стиля составляют базовые элементы -  адаву или адавукаль , составляющие четыре группы: Таганам, Джаганам, Дхаганам и Самисрам.
Мудры, используемые в танце, соответствуют тексту Хаста Лакшанадиипика (Hastha Lakshanadeepika) , в котором содержится подробное описание мудр.

## Репертуар
Программа стиля Мохини Аттам  включает в себя:
- Чоликетты (аналогично танцу Алариппу в программе стиле Бхаратанатьям). Это первый танец традиционной программы исполнительницы стиля Мохини Аттам. Танец состоит из частей – кетты, в окторые входят элементы базовых адаву, Заканчивается танец обращением к создателю искусств -  Шиве,
- Джатисварам – танец, состоящий из джати, исполняемые под пение свар. Это технический танец, передающий  радость движений, наполненных жизненной энергией,
- Варнам – танец, где фрагменты техники сменяются рассказами,
- Падам – лирическая композиция, где  от исполнителя требуется виртуозное владение пантомимой – абхинаей, с помощью которой он создает бхаву – переживание, вызывая у зрительской аудитории – расу – сопереживание,
- Тиллана - интерпретация танцором мелодии, созданной музыкантом. Танец состоит из частей – корвеев, которые следуют один за другим, соединенные красивыми переходами. В заключении танца вставлен фрагмент с пантомимой, посвященный описанию  мифологического героя (или героини),
- Шабдам – танец, в котором содержатся небольшие истории – рассказы. В отличие от  стиля бхаратанатьям, где Шабдам – четвертый номер в программе исполнителей, Шабдам в стиле Мохини Аттам  традиционно исполнялся в конце и мог идти несколько часов подряд,
- Шлокам – четверостишие на санскрите, переданное языком жестов.

Кандукка-нритта — древнее искусство Южной Индии, описанное поэтом Дандином. Групповой танец сочетался с игрой в мяч или лишь подражал ей. На санскрите существует трактат об этом искусстве — «Кандука-тантра».

## Костюм
В костюме стиля отражена национальная одежда штата Керала – белое мунду, с золотой тесьмой.
Костюм исполнительницы  состоит из белого,  или цвета слоновой кости сари с золотой тесьмой (похоже на церемониальныю одежду сасаву Касаву ). Золотой пояс подчеркивает талию. На сари,  ниже пояса,  одевается плиссировка  с золотой каймой, которая визуально округляет и подчеркивает бедра, что отражает пластику движений стиля.
Танцовщица использует украшения  золотого цвета, в отличие от другого классического танца Кералы, называемого Катхакали, где используются маски.  Макияж лица естественный, я ярко красными губами и точкой на лбу -  тиккой. Глаза подводятся каджалом черного цвета, чтобы движения глаз во время танца и меняющиеся выражения лица были более яркими и выразительными. Лодыжки украшены колокольчиками (чиланка), ступни и пальцы окрашены в красный цвет натуральными красителями.
В зависимости от принадлежности  к школе, есть несколько вариантов причесок. Это гладко зачесанные и собранные в  круглый шиньон волосы, окруженные гирляндой ароматных бутонов (обычно жасминовыми муллами ), прикрепленные по центру,  или сбоку.

## Музыка и инструменты
Музыкальным сопровождением для стиля Мохини Аттам составляют музыкальные композиции музыки Карнатака и традиционная музыка штата Керала. Вокальные композиции содержат тексты на Маниправаламе, смеси санскрита, тамильского и малаялам.
Музыкальные инструменты, обычно используемыми в Мохини Аттам, традиционно используемые для исполнения музыки Карнатака. Это южно-индийский барабан мридангам или Мадхалам, флейта, вина,  скрипка, Кужиталам (цимбалы). Особенность стиля Мохини Аттам – барабан эдакка, который является храмовым инструментом шата Керала. Считается, что эдакка - сам Шива, поэтому перед тем, как взять его в руки, музыкант произносит молитву. Во время исполнения музыкальных произведений, исполнитель на эдакке стоит, в знак особого уважения к инструменту.

## Известные исполнительницы Мохини Аттам и авторитетные школы
- Школа Искусств Керала Каламандалам, Тривандрум, Керала, Индия (основатель Mahakavi Нараяна Менон) [3]
- Нина Прасад, Neena Prasad – эксперт стиля Мохини Аттам, основатель и директор Академии индийских танцев Бхартджали в Тирувантапураме и в Центре Согвандики Мохиниаттам в Ченнаи (Индия).[4]
- Падмабхушан  Канак Реле, Kanak Rele , основатель и директор Исследовательского центра танца Наланды и основатель Наланды Нритья Кала Махавидиалая в Мумбаи.[5]
- Депти  Омчери Бхала, Deepti Omchery Bhalla, ведущий эксперт стиля Мохини Аттам, профессор музыки  Карнатака на факультете музыки и изобразительных искусств Делийского университета. В 2007 году она получила премию Сангит Натак Академии.[6]
- Бхарати Шиваджи, Bharati Shivaji - исполнительница Мохини Аттам , хореограф, автор, исследователь. Она является основателем Центра Мохини Аттам и Академии Танца, соавтором  книг: «Искусство Мохиниаттам» и «Мохиниаттам». Получала премию Сангит Натак Академии и Сахитья Кала Паришада Саммана. Правительство Индии присудило ей орден Падмы Шри четвертой степени в 2004 году за вклад в индийский классический танец.[7]
- Милана Северская (Мандира) - исполнительница и гуру Мохини Аттам, основатель и директор Академии искусств Натьи, основатель и художественный руководитель Театра Натьи, создатель первой школы Мохини Аттам в России (Санкт-Петербург) в 1998 году. Режиссер и хореограф спектакля "Исцеление любовью" впервые в истории стиля соединившего в одном представлении танец Мохини Аттам, кельтскую музыку и музыку Чайковского и Вивальди, поэзию бхакти, Шекспира и Петрарки.[8]

## Современные школы Мохини Аттам

### Школы Мохини Аттам в Тамил Наду

#### CHENNAI
1. "Dasyam Centre for Mohiniattam"
2. "Kalasri School of Dance"
3. "Saradhi - The Academy of Art and Culture"
4. "Sougandhika Center for Mohiniyattam"
5. "Triveni School of Classical Dance"

#### COIMBATORE
1. "Koothambalam"

#### NAGERCOIL
1. "Natanacharutha"

#### TIRUCHIRAPALLI
1. "Salangai"

### Школы Мохини Аттам в Керале

#### CANNANORE
1. "Sangeetha Kalakshetra"

#### ERNAKULAM
1. "Thapasya"

#### IRINJALAKUDA
1. "Natanakaisiki"

#### KALADY
1. "Sree Sankara School of Dance"

#### KOCHI
1. "Art Kerala"
2. "Dharani School of Performing Arts"
3. "Kalyana Krishna Foundation"
4. "Kerala Kalalayam"
5. "Kerala Kathakali Centre"

#### KOTTAYAM
1. "Nrityasri"

#### KOZHIKODE
1. "Anjali Nruthamandapam"
2. "Nrityalaya"
3. "Yuga Sanskriti Centre for Performing Arts"

#### PALAKKAD
1. "Kalasagar"
2. "Sabitha Nrithyakala"
3. "Sreevidhya Academy"
4. 'Sahithi', Seshadri Nagar

#### PATHANAMTHITTA
1. "Chilanka Dance and Music Academy"
2. "Vijnana Kala Vedi Cultural Centre"

#### THIRUVANANTHAPURAM
1. "Bharatanjali"
2. "Chilamboly"
3. "Kerala Natya Academy"
4. "Midhilalaya Dance Academy"
5. "Noopura"
6. "Nrithyasree"
7. "Pranavam Performing Arts Center"
8. "Regatta Cultural Society"
9. "Sopanam Institute for Performing Arts and Research"
10. "Sowparnika Dance Academy"
11. "Sri Chithira Thirunal Smaraka Sangeetha Natya Kala Kendram"
12. "Sri Mookambika Academy"
13. "T M Dance Academy"
14. "Tharang Institute of Classical Dances"
15. "Veenadharini"

#### TRISSUR
1. "Gouridharpana School of Dance"
2. "Kalabharathi"
3. "Kathakali School"
4. “Kerala Kalamandalam” Deemed University for Art and Culture Vallathol Nagar
5. "Kerala Kalamandiram"
6. "Keralasri"
7. "Lasya Academy of Mohiniyattam"
8. "Swathi Chithra"
9. "Upasana"

### Школы Mохини Аттам в штате Карнатака

#### BANGALORE
1. "ICPA Bangalore"
2. "Mayura Nrithya Vedike"
3. "Monisha Arts"
4. "Mudra - An Institute for Indian Classical Dances"
5. "Natyasaraswathi Centre for Indian Dances"
6. "Nrithya Dhara"
7. "Nrutyaanidhi Institute of Fine Arts"
8. "Samarpana Mohiniyattam Kalari"
9. "Triveni Academy of Performing Arts"

### Школы Mохини Аттам в России

#### Санкт-Петербург
1. "Академия искусств Натьи"
2. Студия индийского  классического  танца "Ориент" филиал "Dharani School of Performing Arts" KOCHI
3. Школа-студия "Натья Сутра" (KeralaKalamandalam style)